# غزنراوات
الغزنراوات (الاسم العلمي: Gesnerioideae) هي أسرة من النباتات تتبع الفصيلة الغزنرية من رتبة الشفويات.

## قبائل الغزنراوات
- الغزنراوية
  - الغزنرة
- الغلوكسيناوية
  - الغلوكسينية

## أجناس
- الكابانية